# Gal’ed
Galʿed (hebräisch גַּלְעֵד Galʿed, deutsch ‚Erinnerungsmal‘) ist ein Kibbuz in Ramat Menasseh, zwischen der Jesreelebene und dem Karmelgebirge, etwa 15 km östlich von Zichron Jaʿakov in der Nähe vom Tell Megiddo gelegen. Sein ursprünglicher offizieller Name war Even Yitzhak („Yitzhaks/Isaaks Stein“) nach dem südafrikanischen Zionisten Isaac Ochberg, mit dessen finanzieller Unterstützung das Land gekauft werden konnte.
Der Kibbuz Gal’ed wurde 1945 von deutschen Mitgliedern der zionistisch-sozialistischen Jugendbewegung Habonim gegründet, der die späteren Knessethmitglieder Senta Josephthal und Giora Josephthal angehörten.
Laut dem Israelischen Zentralbüro für Statistik hatte Gal’ed Ende 2008 412, 2015 463 und 2018 490 Einwohner.